# Emese (Álmos anyja)
Emese fejedelemasszony az ősmagyar hitvilág szerint az Árpád-ház ősanyja. Férje valószínűleg Ügyek törzsfő, fia Álmos vezér volt.

## A név jelentése
Egyes feltevések szerint a szó a magyar nyelv ősi rétegéből származik, az eme, ana vagy ene szótő az ótörökben is megtalálható azonos jelentéssel („anya”). A név eredeti jelentése egyesek szerint anyácska, bár a csuvas nyelvben az amăšĕ szó azt jelenti: „az ő anyja”. Hasonlóan a mongolban az eme "nőt", a mandzsuban pedig anyát jelent. Az álmában megjelenő turul (törökül toğrul) madár, az Árpád-ház védőszelleme, hadijelvényként az Árpádok lobogóján is szerepelt. Egy másik etimológia szintén az „anya” jelentéssel köti össze, a proto-uráli *emä.
Szabados György történész tanulmányában, Szentmártoni Szabó Géza nyomán megállapítja, hogy Béla király jegyzője "valószínűleg félreértésből tette meg az emesu szót személynévnek. Az 'emes', azaz 'émés' szó, 'émést' alakban, valószínűleg az 'émik' igéből lett képezve, amely a régi magyar nyelvben a virrasztás közbeni félig éber, félig révült állapotot jelentette, amikor az álom és a valóság határai elmosódnak." Emese nevének ilyetén értelmezését Langó Péter régész is elfogadhatónak tartja. 
Szentmártoni Szabó érvelését segíti, hogy középkori forrásaink Emus, Hemes, Emes, Empsa, Emsa, Emse neveken rendre férfiakat jelöltek. Anonymus Emeséje kilóg e sorból, minden más tulajdonnévvel való összevetése indokolatlan, mint ahogy az emse köznév sem hozható jelentésbeli összefüggésbe egyik példával sem.

## Emese álma
Az Emese álma – eredetét, tipológiai jellegzetességeit és talán első feljegyzését tekintve is – egyike a legkorábbi magyar mondáknak. Álmos nagyfejedelem származásáról szól, keletkezését 860–870 körülre, de mindenképpen 820 és 997 (Álmos születése és a kereszténység felvétele) közé teszik.
A monda nemcsak pogány, kereszténység előtti, hanem kimondottan ősi jellegű. Az Árpádok eredetmondájaként évszázadok múltán is jelentőséggel bírt, így kerülhetett be a Képes krónikába. Az első írásos változat keletkezésének ideje nem tisztázott, az azonban igazolt, hogy az Anonymus által feljegyzett és a Képes krónika által tartalmazott szöveg is egy régebbi közös forrásra támaszkodik.
Emese Ügyek vezér felesége, Álmos vezér anyja. A monda szerint a turulmadár álmot sugallt neki, amiben Emese méhéből folyó ered, mely idegen földön terebélyesedik ki. Az álomfejtők szerint ez azt jelentette, hogy fiút szül, aki kivezeti népét hazájából, Levédiából, s utódai dicső királyok lesznek.

## Szövegváltozatok, értelmezésük
Álmos első magyar nagyfejedelem turultól jövendölt születését kétféle latin megszövegezésben örökítette ránk a középkori magyar íráshagyomány. Az őseredeti változat sajnos elenyészett. A rendelkezésünkre álló szövegek közül a korábbi Anonymus Gesta Hungarorumában öltötte mai írott formáját. Ő 819-re teszi Emese férjhezmenetelét. A gestában Mágóg király nemzetségéből származtatja az általa Ügyek vezérnek nevezett kérőt, aki Őnedbelia (Eunedubélia) vezér lányát, Emesét veszi el feleségül. Ő az Álmos név eredetére utalva megjegyzi: az almus szó latinul szentet jelent, és a szent királyokra való álombéli utalás révén lett a gyermek neve Álmos.
Árpád leszármazási vonala, Anonymus szerint, a következő: Jáfet – Mágóg – Ügyek (felesége Emes) – Álmos – Árpád. Anonymus szerint Előd nem Álmos vezér atyja volt, hanem Szabolcs vezéré.
Árpád vérvonala Kézai Simon szerint: Jáfet – (?) – Thana – Menróth (felesége Eneth) – Ögyek – Előd – Álmos – Árpád. Kézai nem mondja meg, Jáfet melyik fiától erednek a magyarok.
A középkor vallásos meggyőződése, illetve a bibliai hagyomány szerint minden nép a vízözönt túlélt Noétól, illetve fiaitól származott. Történetíróink is ezen hitet vallották. A magyarokat szkítáknak mondták, a szkítákat pedig Noétól származtatták.
Mózes első könyve (10: 3) – hasonlóképpen A krónikák első könyve (1: 6) – Gómer fiának nevezi a szkíták bibliai ősét: „A Gómer fiai pedig: Askhenáz, Rifáth, és Tógármah.” Askenáz tehát Gómer legidősebb fia, ez pedig Jáfeté, aki Noé legkisebb fia. Askenáz leszármazottai pedig a szkíták.
Iosephus Flavius ezzel szemben a szkíták ősapjának Mágogot, Jáfet második fiát, Gómer fivérét jelöli ki: „… Mágog pedig a róla elnevezett mágogokat alapította, kik magukat szkítáknak nevezik” (A zsidók története, 1: 6). A magyar hírmondók e helyen valami okból eltértek a bibliai hagyománytól, s a szkíták, illetve magyarok származását illetően Iosephus Flavius megállapítását tekintették mérvadónak.
Magyar szerzők Menróth nevét gyakorta összekapcsolják, illetve helyettesítik Nimródéval. Menróth a magyarok mondabeli vagy valóságos őse, fejedelme lehetett. Személyét Nimróddal felcserélni már csak azért sem szerencsés eljárás, mivel utóbbi a Biblia szerint nem Jáfet, hanem Kám legidősebb fia, Khús sarjadéka.

A fennmaradt szövegváltozatok közül Anonymusé a bővebb, harmadik fejezete eredeti nyelven:
„Anno dominice incarnationis DCCCXVIIII »Ügek« sikut supra diximus –  longo post tempore de genere »Magog« regis – erat quidam nobilissimus dux Scitiae. Qui duxit sebe uxorem »in Dentumoger« filiam Eune du beli anni ducis – nomine »Emesu«. De qua genuit filium, qui agnominatus est: »Almus«. – Sed ab eventu divino est nominatus: Almus, quia matris eius – pregnanti per sompnium apparuit divina visio, in forma asturis que quasi veninens eam gravidavit.”

Ugyanez magyarul így szól: 
„Álmos az első vezér. Az Úr megtestesülésének nyolcszáztizenkilencedik esztendejében Ügyek, amint fentebb mondottuk, nagyon sok idő múltán Mágóg király nemzetségéből való igen nemes vezére volt Szkítiának, aki feleségül vette Dentü-Mogyerban Őnedbelia vezérnek Emes nevű leányát. Ettől fia született, aki az Álmos nevet kapta. Azonban isteni csodás eset következtében nevezték el Álmosnak, mert teherben levő anyjának álmában isteni látomás jelent meg turulmadár képében, és mintegy reá szállva teherbe ejtette őt. Egyszersmind úgy tetszett neki, hogy méhéből forrás fakad, és ágyékából dicső királyok származnak, ámde nem a saját földjükön sokasodnak el. Mivel tehát az alvás közben feltűnő képet magyar nyelven álomnak mondják, azért hívták őt szintén Álmosnak. Vagy azért hívták Álmosnak – ami latinul annyi, mint szent –, mivel az ő ivadékából szent királyok és vezérek voltak születendők. De erről ne többet!” 

A Képes Krónikában fennmaradt változat rövidebb: 
„Eleud filius Vgeg ex filia Eunodbilia in Scytia genuit filium, qui nominatur Almus ab eventu, quia mater eius in sompno innotuerat avis quasi in forma austuris veniens, dum esset gravida, et quod de utero eius egrederentur torrens ac in terra non sua multiplicaretur. Ideoque factum fuit, quod de lumbis eius gloriosi reges propagarentur. Quia vero sompnium in lingua nostra dicitur alm, et illius ortus per sompnium fuit prenosticatus, ideo ipse vocatus est Almus qui fuit Eleud, qui fuit Vgeg, qui fuit Ed, qui fuit Chaba, qui fuit Ethele […]” 

Magyarul: 
„Eleud, Ugek fia Szkítiában Eunodbilia leánytól egy fiút nemzett, kit Álmosnak neveztek el arról az eseményről, hogy anyjának álomban úgy tűnt, egy madár, héja formájában jőve, őt teherbe ejtette, és hogy méhéből egy sebes patak indult meg, de nem a saját földjén sokasodott meg. Ezért történt, hogy ágyékából dicső királyok származnak. Mivel pedig a sompniumot nyelvünkön alm-nak mondják, és hogy maga a születés álom által volt előre bejelentve, ezért hívták őt magát Álmosnak, ki volt Eleud, ki volt Ugek, ki volt Ed, ki volt Csaba, ki volt Etele […] fia.”

### Értelmezés

#### Fogantatás
A régebbi értelmezések rendre amellett törtek lándzsát, hogy a Turul 'teherbe ejti' az ősanyát, már amennyire ez lehetséges. Ezt samanisztikus-animisztikus alapon vélték elfogadhatónak, noha a magyar ősvallás ennél magasabb fokon állt. Az újabb kutatások (Demény István Pál, Dümmerth Dezső, Szabados György) ezzel szemben a Turul egyrészt hírhozó, másrészt védőszellem szerepére mutatnak rá, mely nem teherbe ejt, hanem a már várandós asszonynak jelenik meg. A keleti mondavilágban egyébként az ilyen madarat Szimurgnak hívják és jellemző feladata a (később nagy sorsra hivatott) kisded őrzése, bajoktól óvása. Ezáltal az eddigi kettő külön(nek tartott) magyar eredetmonda (Attilától való leszármazás, Turul-monda), egyesül, egymást kiegészítő szöveggé válik: az első magyar uralkodóház saját hiteles öröksége.
Ez értelmezést a latin szöveg Geréb László általi fordítása is alátámasztja: „álmában keselyűforma madár jelent meg,amikor terhes állapotban volt.” Ez a fordítás a helyes; szó sincs madár általi nemzésről.
Demény István Pál, "Emese álma" című tanulmányában leír egy indián mondát, ami a vizek kiáradásáról szól és nagyon hasonló az "Emese álma" teremtés regénkhez. Ez azért is figyelemre érdemes, mert minden párhuzamosnak tekinthető amerikai indián szellemi vonatkozás - a Bering szoros lezárulása előtti - tehát legalább tíz-tizenkétezer éves vagy inkább azon túli gyökereket sejtet. Ezt a lehetőséget erősíti René Guénon „A Vadkan és a Medve” című lényegi tanulmánya is, melyben kifejti, hogy a „Vadkan” jelkép a legmagasabbrendű hiperboreus-brahmanikus (papi, szellemi vezető), míg a „Medve” a lovagi-ksátria (királyi, gyakorlati vezető) őseredeti jelképe a szakrális hagyományban és már Ipolyi Arnold is felfigyelt az Emese (Emse) - „Vaddisznóanya” jelentés összefüggéseire. Így tulajdonképpen nem tűnik meglepőnek, hogy Szent János „Jelenések könyvében” a szellemi alászállás fokozatait megtestesítő „Apokalipszis lovasai” közül az Aranykort a Lovasíjász képviseli. Ebből kifolyólag minden felesleges túlzás nélkül feltételezhető: A Turul-ház ivadékai a Turul-harcosok - például az V. századi Attila hun nagykirály, a VII. századi onogur-bolgár Kuvrat kán, a mi IX. századi Álmos vezérünk (akit Anonymus Szentnek nevezett) vagy a XIII. századi török Ertugrul – voltaképp annak a beláthatatlan múltból eredő, magasrendű szakrális magkultúrának lehetnek a kifejeződései, mely szellemiség a szittya-turáni lovasíjász népek révén, a Kína – Kárpát-medence - Mezopotámia háromszögben meg-megújulóan fölragyog.

#### Eunedubelia
Szabados György megállapítása szerint a latin „Eunedubelia vezér” egy elírás, magyar jelentése valójában „Ünődbéli”, ílymódon Emese jelzőjeként értelmes.
Makkay János szerint az Eune du beli, Eunodbilia kifejezés jelentése „Jenő (törzs)béli”.
Demény István Pál írja, hogy Turul-házi volt a Oszmán-ház alapítójának - I. Oszmánnak - az apja, Ertugrul (Turul-harcos) is, aki a mai Kazahsztán felől a Aleppo környékére vándorló kicsi oguz-török törzs sarjaként, a XIII. század vége felé bukkan föl a hatalmas Szeldzsuk-török Birodalomban. Több, mint figyelemreméltó, hogy az oszmán-török "Emese" (Maikun) egy Edebali nevű bölcs leánya, hasonlóan a mi IX. századi Emesénkhez, akinek apja "a Nagy Edubeli" nevű bölcs, csak közben eltelt pár száz év. Anonymus latinul "Eun-eubeli-ani"-nak írja a nevét, ahol az "Eun"="Ön", törökül annyit jelent, hogy "Nagy"; "ani" egy latinos végződés (Demény István Pál: "Emese álma").[forrás?] A Világhálón található egy „Resurrection Ertugrul” („A Turul-harcos feltámadása”) című török filmsorozat, mely a címében található „feltámadás” kifejezéssel utal az égi indíttatású uralkodóház szellemiségének bizonyos időközönként történő felbukkanására az eurázsiai turáni-szittya népeknél. Az is igen figyelemreméltó, hogy az egyik főszereplő, Szulejmán sah alakjában a mi Kendénket ismerhetjük fel (Kün=Nap; Kündüm=Napkirály; ótörök), Ertugrulban, a Gyulát, a „cselekvő király”-t, a Gundogdu nevű harcosban a Horkát, Vad Demírben, a kovácsban pedig a Tárkányt.[forrás?] A dombon elhelyezkedő vezéri sátor-együttesnek a magyar címerből ismert hármas-halom elrendezése van. További párhuzam, hogy a turkomán kayis és az oguz törzs egyesülése alkotja a népet, mely szintén hajaz a mi szkítiai szabír-onogur egyesülésünkre. Mindezen túl betekintést nyerhetünk az íjfeszítő pásztornépek tekintélytiszteletéből és egyben büszke tartásból fakadó, ősi patriarchális-családias irányító testületének a ténykedésébe is, mely a bejek (zoltánok) gyűlésének – tehát a „kiválók” („arisztosz”) tanácsának - vagy éppen a közös étkezéseknek a rituális formáját ölti.[forrás?]

## Hasonló mondák
A turul ábrázolása ezüst korongon (10. század)

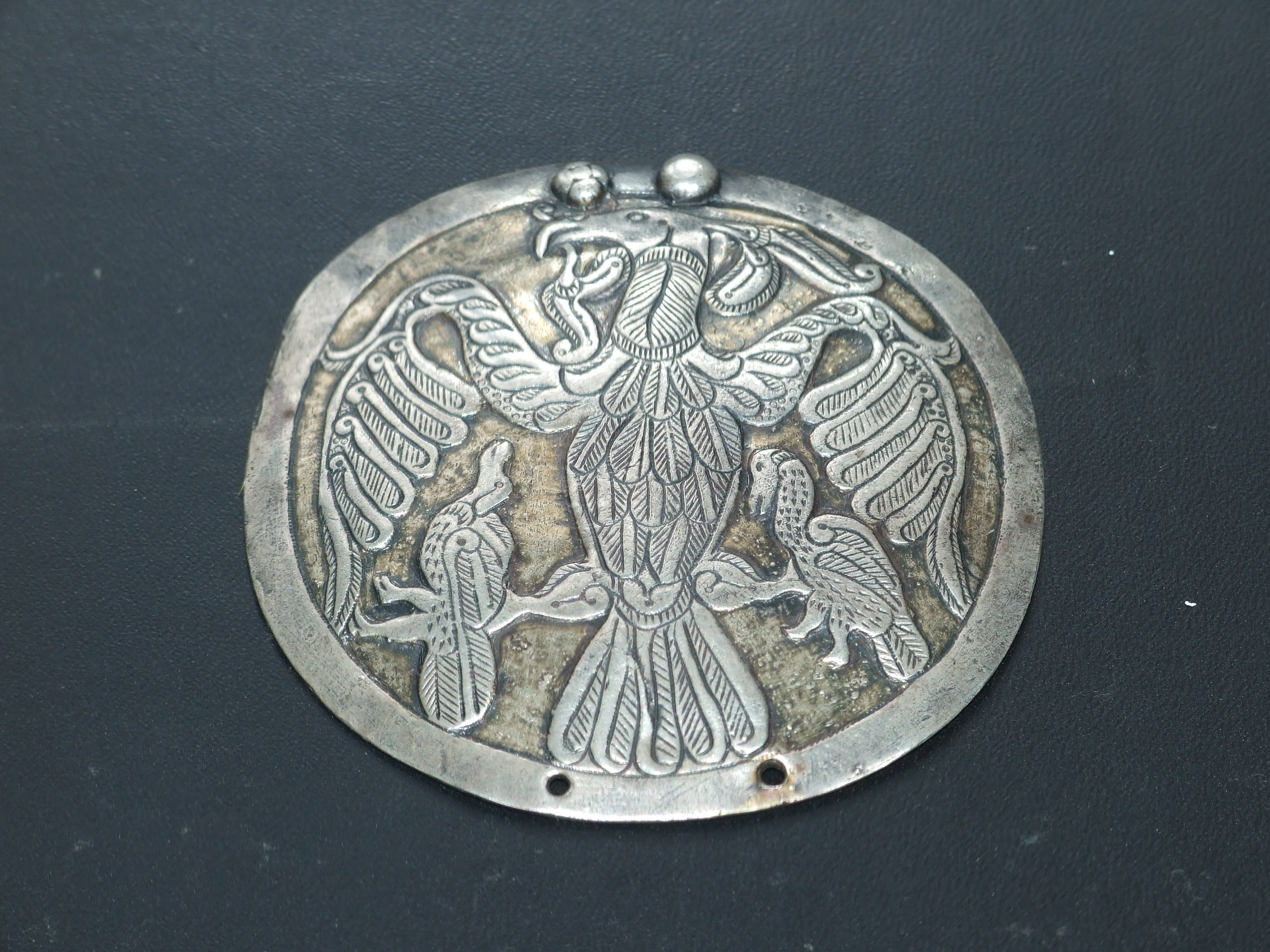
„Álmában keselyűforma madár jelent meg, amikor terhes állapotban volt.”
Emese álmának, illetve a mondának két alapgondolata a Turul és az álomban látott nagy folyó A turul ábrázolása ezüst korongon (10. század)

A fogantatás csodás körülményekkel viszonylag gyakori motívum a különböző népek történeti és hősmondáiban (a keleti rokon népek körében is), méghozzá a legkülönbözőbb változatokban. Közel áll hozzá egy kazah samanista eredetmonda, melyben a pusztába menekült asszony egy uhu szavaitól fogan meg, és szül iker fiúkat, akiknek leszármazottai az uhut nemzetségősükként tisztelték.
A monda másik motívumának, az Emese öléből meginduló folyóvíznek egyetlen párhuzama ismert: a Kürosz perzsa király születéséről szóló monda az ókori görög történetíró Ktésziász lejegyzésében. Eszerint a felnőtt Kürosznak anyja elmondja az álmát, amelyet születésekor látott: az ágyékából kiömlő víz hatalmas folyóvá változott, egész Ázsiát elárasztotta, és a tengerbe ömlött. Az álom megfejtése szerint Kürosz Ázsia legfőbb méltósága.
A magyar legenda lejegyzésével csaknem egyidőben keletkezett Ertuğrul legendája, amelyben a turul és Edebali sejk nevének feltűnése komoly párhuzamosságot mutat.
Északkelet-indiában  a sakja  nemzetségbeli Suddhódana Májá  királyné  fia Gautama Siddharta Kr. e. 563-ban jött e világra, és a Buddha „a megvilágosodott” néven vált híressé. Megtestesülése előtt a tusita-égben tartózkodott. Születése közeledvén isteni lények jelentek meg a földön papok alakjában, hogy elősegítsék felismerését. Májá böjtöt tartott, majd Buddha elefánt alakjában behatolt anyja jobb oldalán keresztül a méhébe. „A királyné álmot látott, melyet így mesélt el:
éreztem, hogy egy elefánt hatolt a testembe,
fehér volt, mint a kagyló, a hó vagy az ezüst,
hátát aranyháló fedte, fejét piros dísz ékesítette,
hat fehér agyarát büszkén viselte.
Azután testemben és tudatomban szétáramlott
A legörömtelibb nyugalom, amilyennek korábban
még hírét sem hallottam, és sohasem éreztem,
mintha szilárd elmélyülésbe merültem volna.
A királyné megkérdezte a Brahma-papokat, mit jelent ez az álom. Azok pedig megjósolták, hogy különleges adottságokkal megáldott fia fog születni, aki ha a királyi palotában marad, a világmindenség ura lesz, ha pedig szerzetesi életre tér, el fogja érni a buddha-állapotot.”

## Feldolgozások
Emese álma több művészt is megihletett. Példaképpen álljon itt Juhász Gyula Emese álma című verse:
| Ázsiai sátor mélyén, Ázsiai éjek éjén, Hulló csillag fénye mellett Álmodott Don vize mellett. Szépanyánk volt, sorsok anyja, Álmodott föl-fölriadva, Megborzongott babonázva, Ázsiai éjszakába. Szíve táján a jövendő, Lelke mélyén ősi erdő, Napnyugatra terjedendő, Melynek méhe sohse meddő. Álmodott és látta kéjjel, Ágyékából messze, széjjel Hódító folyam dagadva Mint rohan borús Nyugatra. | Népek útján büszke haddal Söpri gátját diadallal, És föléje vén turulnak Védő szárnyai borulnak. És az álom egyre mélyebb, Mélyebb, szörnyebb és sötétebb, Ősi folyam vérrel árad S égig nyúlnak szolgagátak! Álom, álom, terhes álom, Messze ázsiai tájon, Mikor érsz már boldog véget Anyaálma Emesének? |

## További tudnivalók
- Demény István Pál: Emese álma, erdelyimuzeumfolyoirat.adatbank.transindex.ro
- Emese álma - A magyar őstörténet és az államszervezés kora (A kezdetektől 1038-ig), mek.oszk.hu
- Szabados György: Attila-ős, a sólyomforma madár és a fehér elefánt.
- Szabados György: Ünődbeli asszony - a turulmonda újraértelmezésének két ellenpróbája.
- Szili István: Etana mennyei utazásától Emese álmáig, mek.oszk.hu